# Cabassous chacoensis
Cabassous chacoensis е вид бозайник от семейство Броненосцови (Dasypodidae). Видът е почти застрашен от изчезване.

## Разпространение
Разпространен е в Аржентина (Катамарка, Кордоба, Ла Риоха, Салта, Сан Луис (Аржентина), Сан Хуан, Санта Фе, Сантяго дел Естеро и Чако) и Парагвай.